# Bandera (czasopismo)
Bandera – czasopismo wydawane przez Dowództwo Polskiej Marynarki Wojennej, członek Europejskiego Stowarzyszenia Prasy Wojskowej EMPA (ISSN 0209-1070).

## Historia i współczesność
Pierwsze polskie pismo w wyzwolonej Gdyni wydawane przez Marynarkę Wojenną – „Nasze Morze” – ukazało się 9 maja 1945 w nakładzie 3 tys. egzemplarzy – „Dziennik Bałtycki” ukazał się dopiero 19 maja. Połowę nakładu sprzedawano mieszkańcom Trójmiasta. Redaktorem Naczelnym pisma był ppor. mar. Stanisław Habrowski. 1 września 1945 rozpoczęto wydawanie nowego tytuł marynarski – „Gazeta Morska”. Redakcją kierował kpt. mar. Marian Brandys.
W kwietniu 1946 wyszedł kolejny tytuł – „Marynarz Polski”, w nakładzie 18 tys. egz., z których do wojska trafiało 2 tys. Od stycznia 1948 zmieniono jego nazwę na „Morze – Marynarz Polski”. Na początku lat 50. magazyn został przejęty przez gdańskie Wydawnictwo Morskie.
Poprzedniczką „Bandery” była gazeta codzienna Marynarki Wojennej „Na Straży Wybrzeża”, która ukazywała się od 26 czerwca 1950.
W 1956 zespół redakcyjny zdecydował, że nadeszła pora zmiany formuły wydawania pisma. Postanowiono także poszerzyć krąg jego zainteresowania. Zmieniono nazwę na „Bandera”. W ten sposób powstał nowy tytuł, tygodnik, który zrodził się w redakcji i tu przybrał ostateczny kształt.
31 stycznia 1956 ukazał się ostatni numer „Na Straży Wybrzeża”, a 3 lutego 1956 pierwszy numer „Bandery”, w formacie gazetowym, o objętości 12 stron. Zmieniono sposób łamania, wzrosła liczba publikowanych zdjęć. Zaczęły dominować reportaże, wywiady i felietony. Pojawiły się działy tematyczne, kąciki poświęcone rozrywce. Drukowano opowiadania oraz fragmenty książek marynistycznych.
W następnych latach „Bandera” wielokrotnie zmieniała szatę graficzną i format, trwając nieustannie jako tygodnik o zmiennej objętości.
„Bandera” towarzyszyła Marynarce Wojennej w jej codziennym życiu, dążąc do nawiązania trwałych kontaktów z czytelnikami, przede wszystkim z marynarzami służby zasadniczej. Na początku lat 60. zmniejszył się format pisma, wzrosła natomiast objętość – do 24 stron. Wydawano wówczas przez dłuższy okres dodatki „Żeglarz”, „Nasze sprawy”, „Porywy” – wraz z podchorążymi WSMW oraz numery specjalne i tzw. małe wydania „Bandery”, kompendia wiedzy niezbędnej dla marynarzy rozpoczynających służbę w Marynarce Wojennej.
Pod koniec 1989 „Bandera” stała się dwutygodnikiem, a od początku 1990 – miesięcznikiem. Najtrudniejszy okres rozpoczął się wówczas w kwietniu. Redakcja „Bandery” wprowadziła drakońskie rygory oszczędnościowe, kontynuując wydawanie kolejnych numerów. Zachowano w ten sposób ciągłość edycji.
Nowy etap w rozwoju czasopisma rozpoczął się pod koniec 1991, kiedy do redakcji (jako pierwszej pośród pozostałych tytułów prasy wojskowej) trafiły komputery. W lutym 1992 ukazał się pierwszy numer złożony elektronicznie. Zmniejszono format z B4 do A4. Pierwsza barwna okładka ukazała się w czerwcu 1993. Na stałe kolorową okładkę pisma wprowadzono od września 1996, natomiast pełny kolor od maja 1999.
Obecnie „Bandera” nadal się przekształca, zmieniają się jej szata graficzna i zawartość. Pismo – jak dawniej – pragnie być możliwie najbliżej marynarskiej i morskiej materii życia. Można w nim znaleźć publikacje, które zainteresują każdego, komu bliskie są sprawy morskiej Polski. „Bandera” kolportowana jest głównie w jednostkach i instytucjach Marynarki Wojennej, ale dociera także m.in. do środowisk Ligi Morskiej i Rzecznej, szkół noszących imiona Marynarki Wojennej i jej bohaterów, kombatantów oraz byłych marynarzy w kraju i za granicą, licznych instytucji i organizacji, bibliotek wojskowych i cywilnych oraz osób prywatnych.
Z dniem 31 grudnia 2006 „Bandera” przestała się ukazywać. Redakcję włączono w skład redakcji Żołnierza Polskiego. Od maja 2009 zostało wznowione wydawanie pisma.

## Redakcja
Obecny skład Redakcji:

REDAKTOR WYDANIA: Sławomir J. Lipiecki 

REDAGUJE ZESPÓŁ: Antoni Ciejpa, Edyta Górska, Katarzyna Kamińska, Sławomir J. Lipiecki 

SKŁAD i ŁAMANIE: Antoni Ciejpa 

KOREKTA: Jolanta Ruskowiak

Adres redakcji:
81-103 Gdynia
Rondo Bitwy pod Oliwą 1

## Redaktorzy naczelni
- kmdr Stanisław Szmoń
- kmdr Jerzy Koziarski
- kmdr por. Józef Wąsiewski
- kmdr por. Antoni Ciejpa
- kmdr ppor. Janusz Walczak
- kmdr ppor Mariusz Konarski
- Tomasz Gos
- Sławomir J. Lipiecki

## Galeria okładek

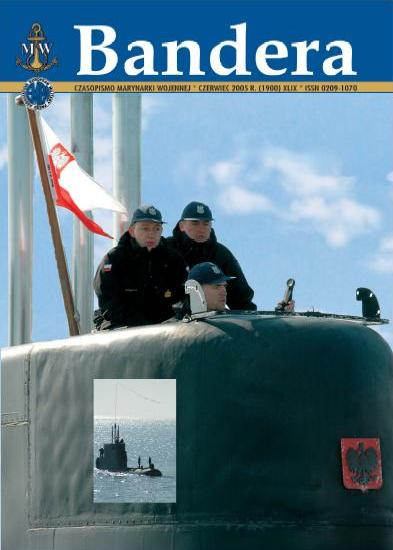
Numer z czerwca 2005
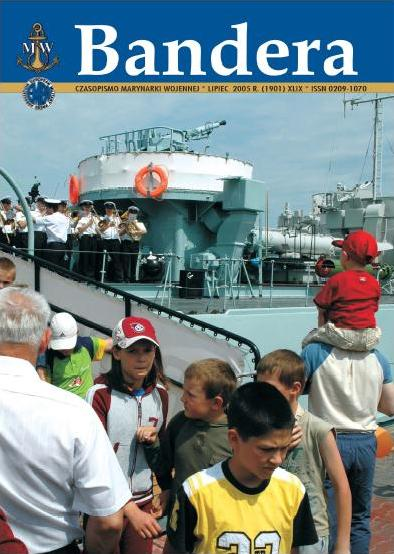
Numer z lipca 2005
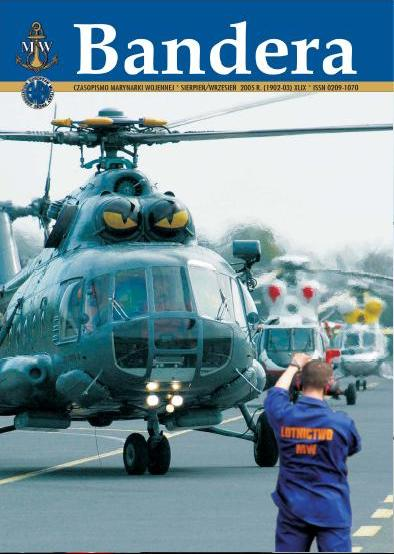
Numer z sierpnia/września 2005
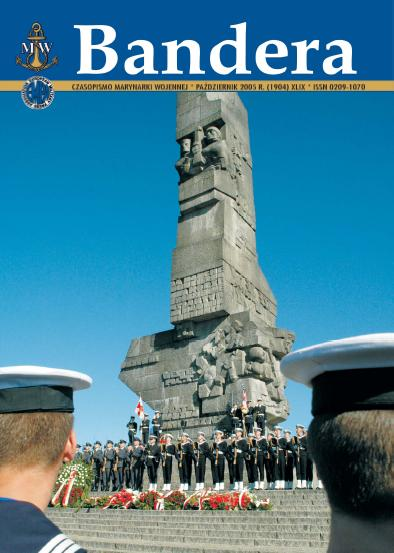
Numer z października 2005